# Paramun
Paramun (cyr. Парамун) – wieś w Serbii, w okręgu zlatiborskim, w gminie Kosjerić. W 2011 roku liczyła 82 mieszkańców.